# Musaranya esvelta
La musaranya esvelta (Sorex gracillimus) és una espècie de mamífer de la família de les musaranyes que es troba a Corea del Nord, Hokkaido (Japó) i Sibèria (Rússia, incloent-hi les illes Kurils).